# 見つめあう恋
「見つめあう恋」（みつめあうこい、原題：There's a Kind of Hush (All Over the World)）は、ニュー・ヴォードヴィル・バンドが1966年にアルバムのうちの一曲として発表した楽曲。ハーマンズ・ハーミッツによる1967年のシングルカヴァーやカーペンターズによるカヴァーでも知られる。

## ハーマンズ・ハーミッツ・ヴァージョン
サード・アルバム『ゼアズ・ア・カインド・オブ・ハッシュ』（1967年）の先行シングルとしてリリースされた。ジョン・ポール・ジョーンズが編曲で参加している。本国イギリスでは7位に達し、ハーマンズ・ハーミッツにとって6作目の全英トップ10入りを果たしたシングルとなった。アメリカではカップリング曲を変更してリリースされ、最高4位を記録。バンドにとって11作目にして最後の全米トップ10シングルとなった。

## カーペンターズ・ヴァージョン
アルバム『見つめあう恋』（原題：A Kind of Hush）からの第1弾シングルとしてリリースされた。Billboard Hot 100では12位止まりだったが、イージー・リスニング・チャート（後のアダルト・コンテンポラリー・チャート）では1位を獲得した。1976年のヨーロッパ・ツアーでも演奏され、ロンドン公演での音源がライヴ・アルバム『ライヴ・イン・ロンドン』に収録された。
リチャード・カーペンターとカレン・カーペンターがかねてより好んでいた曲だが、リチャードは後年、「オリジナルが素晴らしすぎる」「オールディーズを取り上げるのは『ナウ・アンド・ゼン』のB面で終わりにしておけば良かった」「この曲に限らず、シンセサイザーを使うべきでなかった」という理由から、この曲のカヴァーを録音すべきでなかったというコメントをしている。
2009年、ファミリーマートのCM「お帰りなさい（こども篇）」でカーペンターズのヴァージョンが使用された。

## その他のカヴァー
- エンゲルベルト・フンパーディンク - 『Release Me』（1967年）[8]
- 桜田淳子 - ライヴ・アルバム『青春賛歌/桜田淳子リサイタル3』（1976年）収録。
- 原めぐみ - 1981年に日本語詞のヴァージョンをシングルとしてリリース。オムニバスCD『ミート・ザ・ブリティッシュ・ビーツ!』（2004年）収録、ミニアルバム『EVERLASTING LOVE』（2009年）収録、オールタイムベスト『見つめあう恋 コンプリートシングルズ1980〜1991』（2015年）収録。
- b-flower - 『Paint My Soul』（英語の原詞のまま）（1999年）
- ジョニー・マティス - 『Isn't It Romantic: The Standard Album』（2005年）
- バリー・マニロウ - 『ザ・グレイテスト・ソングス・オブ・ザ・シックスティーズ』（2006年）